# Sim (Russia)
Sim (in russo Сим?) è una città di 15 900 abitanti situata nell'Oblast' di Čeljabinsk, in Russia.